# Province dei Paesi Bassi per indice di sviluppo umano
     0.940 – 0.950
     0.930 – 0.940
     0.920 – 0.930
     0.910 – 0.920
     0.900 – 0.910

Province dei Paesi Bassi per indice di sviluppo umano, 2017.
0.940 – 0.950
0.930 – 0.940
0.920 – 0.930
0.910 – 0.920
0.900 – 0.910

Questa è una lista delle province dei Paesi Bassi per indice di sviluppo umano nel 2018.
| Pos.                        | Provincia                   | HDI (2018)                  | Comparabile con             |
| Very high human development | Very high human development | Very high human development | Very high human development |
| --------------------------- | --------------------------- | --------------------------- | --------------------------- |
| 1                           | Utrecht                     | 0.953                       | Norvegia                    |
| 2                           | Olanda Settentrionale       | 0.949                       | Svizzera                    |
| –                           | Paesi Bassi (media)         | 0.933                       | Singapore                   |
| 3                           | Olanda Meridionale          | 0.933                       | Singapore                   |
| 4                           | Brabante Settentrionale     | 0.932                       | Danimarca                   |
| 5                           | Groninga                    | 0.929                       | Danimarca                   |
| 6                           | Gheldria                    | 0.922                       | Canada                      |
| 7                           | Overijssel                  | 0.921                       | Nuova Zelanda               |
| 8                           | Limburg                     | 0.915                       | Giappone                    |
| 9                           | Flevoland                   | 0.912                       | Austria                     |
| 10                          | Zelanda                     | 0.906                       | Israele                     |
| 11                          | Frisia                      | 0.905                       | Israele                     |
| 12                          | Drenthe                     | 0.903                       | Slovenia                    |